# Biserica medievală din Slimnic, Sibiu
Biserica din Slimnic, Sibiu, cu hramul Sfântului Apostol Bartolomeu, este amintită pentru prima dată într-un document din anul 1394.
Ridicată în sec. al XIV-lea la granița de nord a Pământului crăiesc, biserica-cetate avea o poziție strategică, servind ca avanpost de apărare pentru Sibiu și ca strajă pentru drumul ce ducea la Mediaș.
Biserica a fost construită în a doua jumătate a sec. al XIV-lea. Corul are o boltă în rețea cu nervuri, ferestre ogivale cu muluri cu 3 și 4 lobi, iar portalurile din S și V au ancadramente profilate. În jurul anului 1500, tavanul din grinzi a sălii bisericii este înlocuit cu o boltă pe nervuri aparținând goticului târziu. Altarul baroc este datat 1773. Tabloul median este opera pictorului medieșan Valepagi. Amvonul, stranele, cristelnița și orga au fost realizate, de asemenea, în sec. al XVIII-lea. În biserică se află pietre funerare din 1599 și 1633.

## Imagini

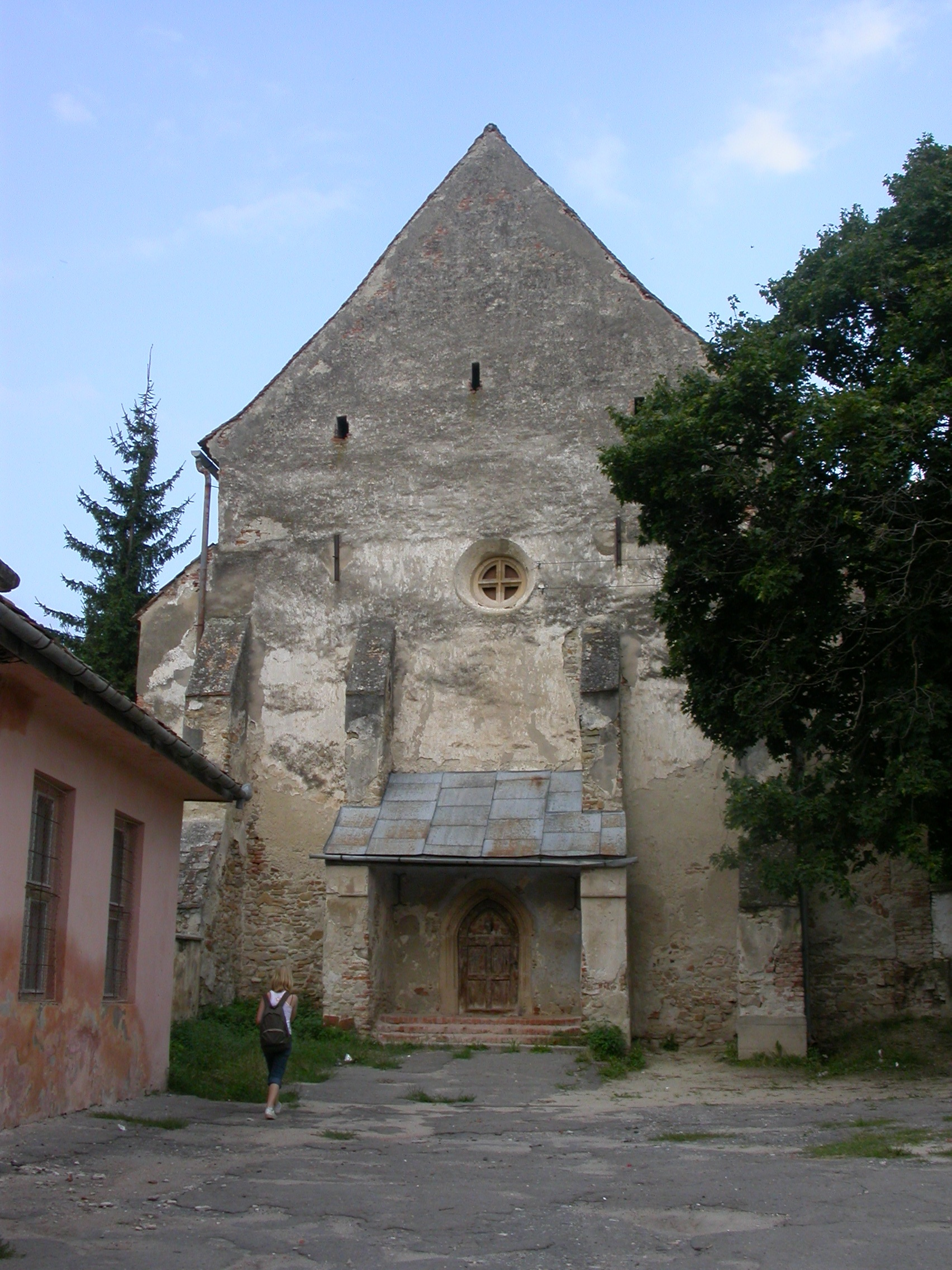
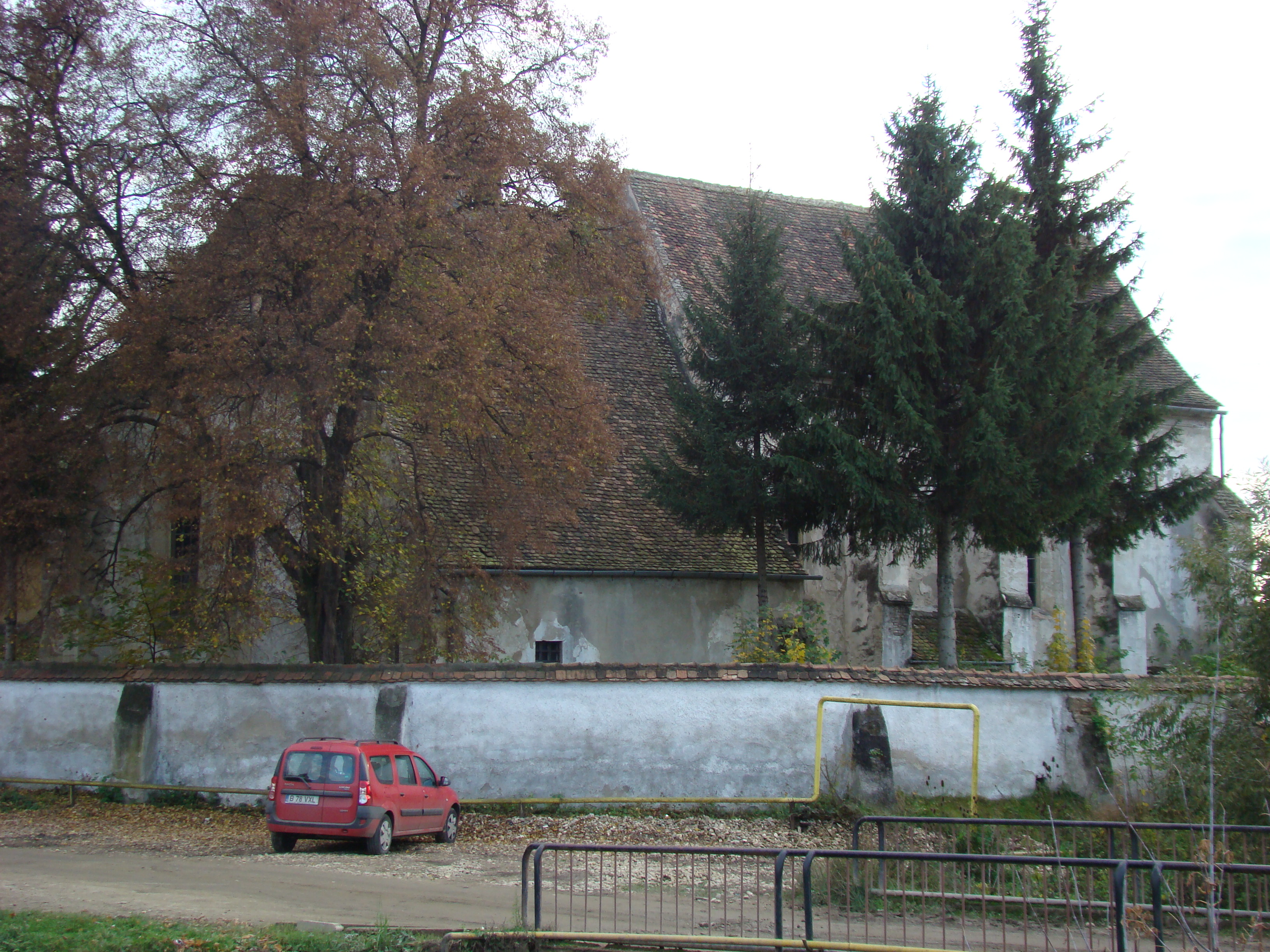
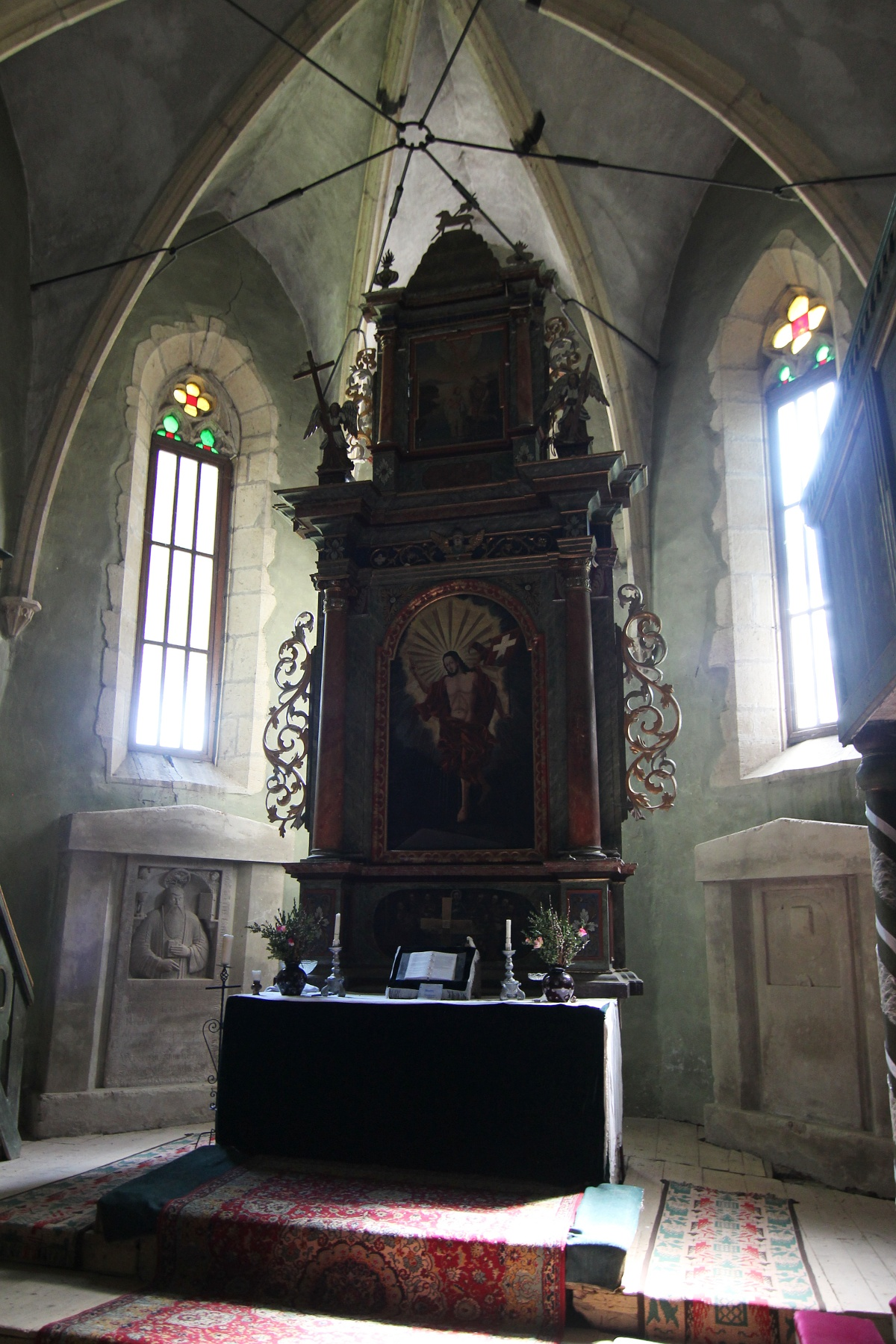
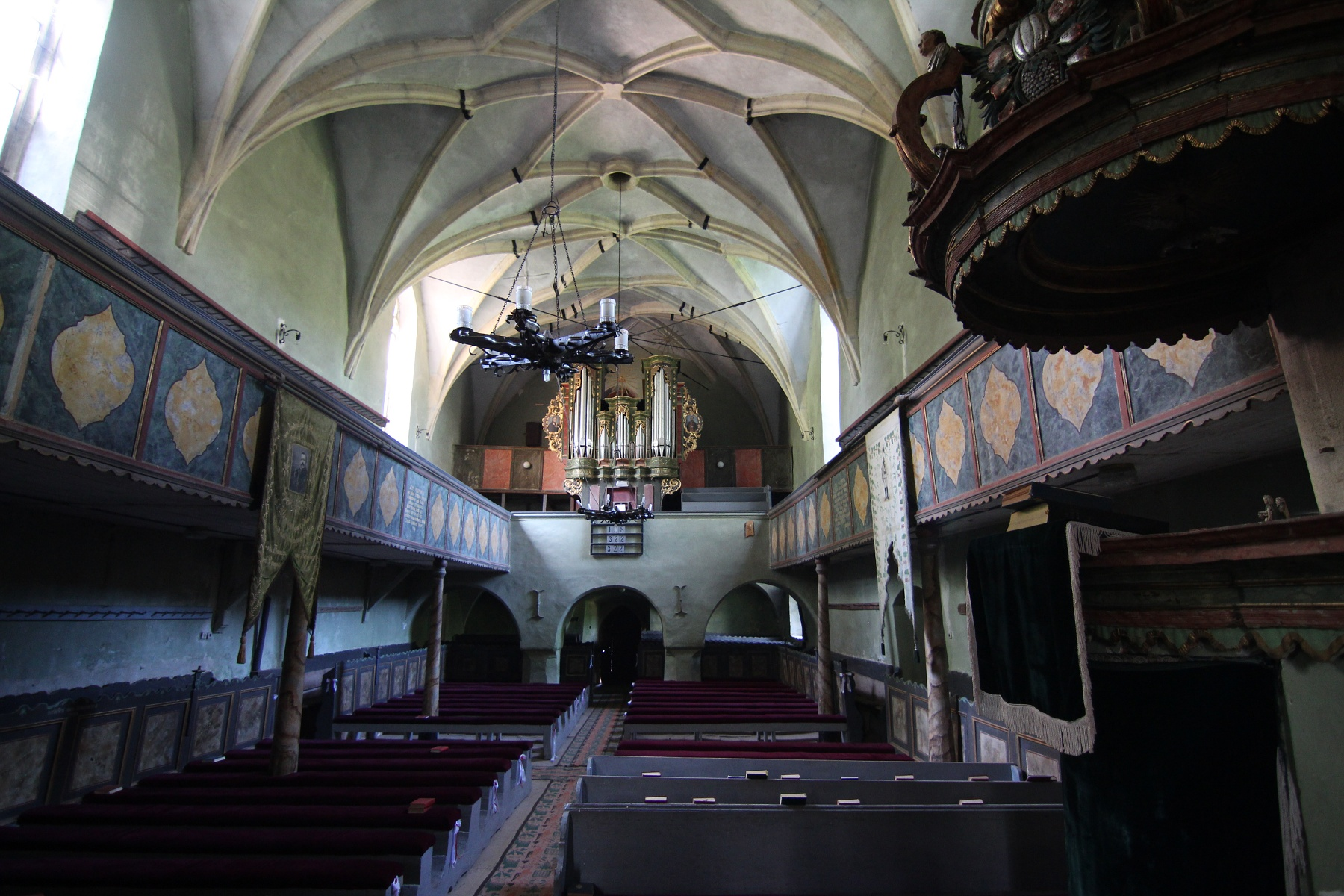
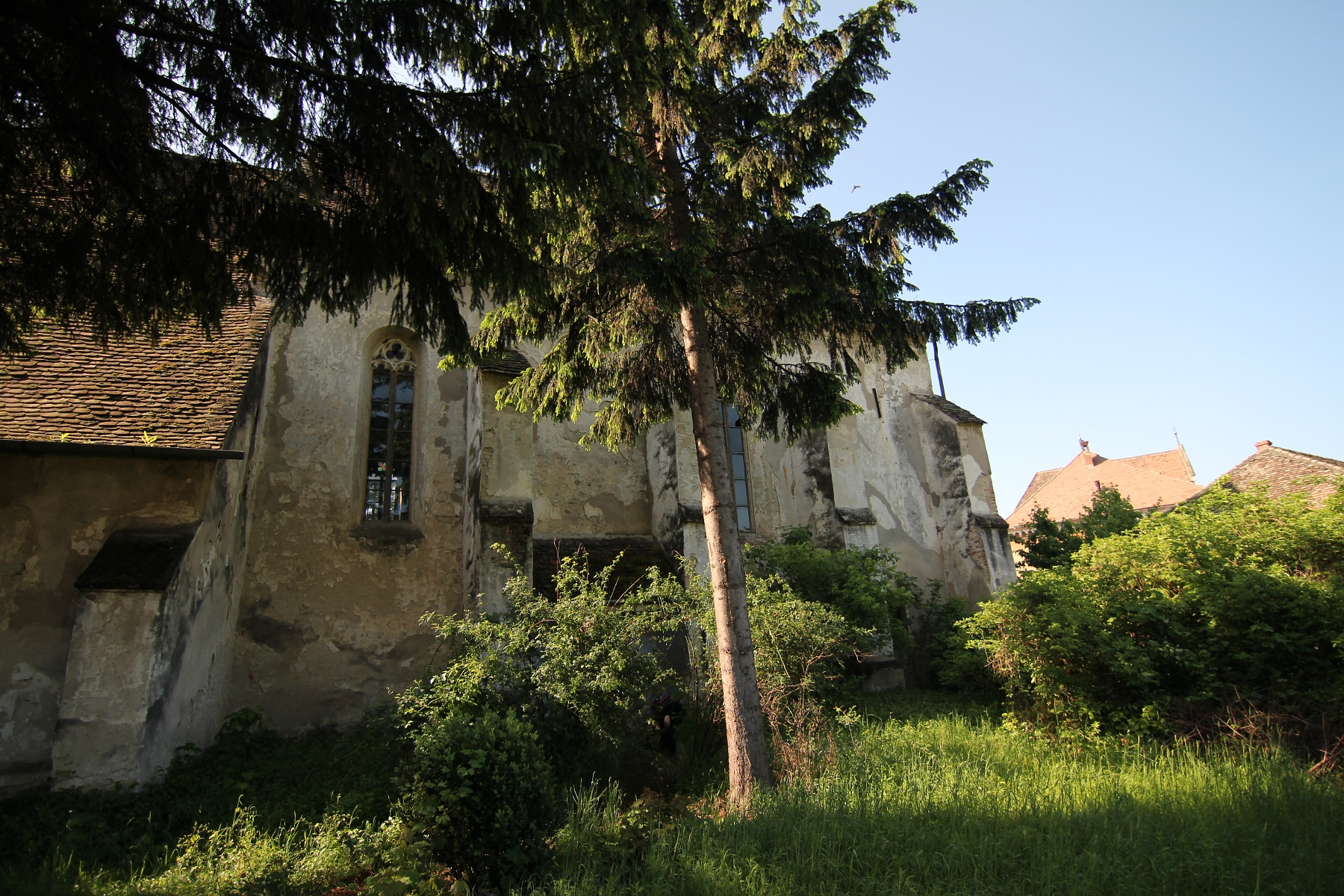